# ソフィ・ハミルトン
ソフィ・ハミルトン（Sofie Hamilton、1987年2月15日 - ）は、スウェーデンの女優。

## 出演作品
- シンプル・シモン I rymden finns inga känslor (2010) フリーダ